# Daptomicină
Daptomicina este un antibiotic lipopeptidic care este utilizat în tratamentul infecțiilor bacteriene cu Gram-pozitive. Printre infecțiile tratate se numără: infecții complicate cutanate și ale țesuturilor moi, endocardită infecțioasă și bacteriemie cauzată de Staphylococcus aureus, inclusiv cele cu stafilococ auriu meticilino-rezistent. Compusul este produs de către actinomiceta Streptomyces roseosporus. Calea de administrare este injectabilă sau perfuzabilă.
Molecula a fost descoperită la finalul anilor 1980 și a fost aprobată pentru uz medical în anul 2003.  S-a aflat pe lista medicamentelor esențiale ale Organizației Mondiale a Sănătății până în 2019, dar a fost retrasă din listă.

## Utilizări medicale
Daptomicina este utilizată în tratamentul următoarelor infecții:
- infecții complicate cutanate și ale țesuturilor moi;
- endocardită infecțioasă dreaptă datorată Staphylococcus aureus;
- bacteriemie cauzată de Staphylococcus aureus.

## Mecanism de acțiune

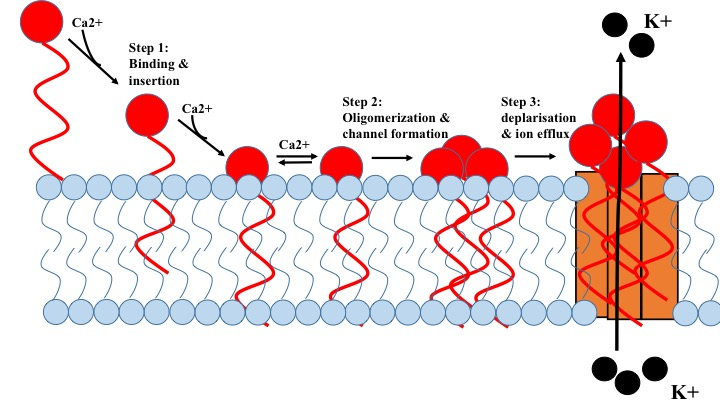
Mecanismul de acțiune al daptomicinei

Molecula de daptomicină se integrează în membrana celulară și produce o depolarizare rapidă, ceea ce duce la pierderea potențialului de membrană și inhibarea sintezei proteice, a ADN-ului și a ARN-ului. Toate aceste procese întrerupte duc la moartea celulei bacteriene.